# Шимановская, Мария
Мари́я Шимано́вская (пол. Maria Szymanowska, урожд. Marianne Agata Wołowska; 1789, Варшава — 1831, Санкт-Петербург) — виртуозная польская пианистка и композитор и фортепианный педагог.

## Биография
Марианна Агата Воловская родилась 14 декабря 1789 года в зажиточной польской-франкистской семье варшавского пивовара и домовладельца Францишка Лукаша Воловского (1758—1839), шляхтича герба «Бык» и его жены Барбары Воловской (урожд. Лянцкоронской, 1768—1835). Её прадедом был известный магид, раввин и франкист Элиша Шор. Обучалась игре на фортепиано у А. Лисовского и Т. Гремма, а композиции у Йозефа Элснера. Свои первые публичные концерты Мария дала в Варшаве и Париже в 1810 году. В том же году вышла замуж за помещика-франкиста герба «Юноша» Йозефа Шимановского (1785—1832). В браке родилось трое детей (двойняшки Елена (1811—1861) и Ромуальд (1811—1839) и дочь Целина (1812—1855)), но для Марии брак оказался несчастливым, поскольку её супруг не одобрял её музыкального творчества. В 1820 году они развелись, и Мария посвятила себя фортепьянным сочинениям и камерной музыке. Концерты она давала только друзьям и гостям. К этому периоду жизни относится её знаменитые «Vingt Exercices et Preludes» для фортепиано и много сочинённых ею песен.
После первых концертов в Варшаве в 1822 году она начала гастрольные поездки, в которых её сопровождали её трое детей. В 1823—1827 годах она объездила всю Европу и концертировала в Германии, Англии, Франции, Швейцарии, Италии и России. Вероятно, Мария Шимановская была первой пианисткой, исполнявшей свои сочинения по памяти. В Берлине и Лондоне она выступала для королевских особ, в Веймаре её талантом восхищался Иоганн Вольфганг фон Гёте. В 1828 году её пригласили придворной пианисткой и преподавательницей игры на фортепиано в Санкт-Петербург. Её музыкальный салон в Петербурге посещали многие польские и русские люди искусства и аристократы. Польский поэт Адам Мицкевич женился на её дочери Целине. На старшей дочери Шимановской — Елене, женился Франтишек Малевский, юрист, состоявший при II отделении Собственной Е. И. В. канцелярии у М. М. Сперанского и принявший деятельное участие при составлении им Свода законов. Мария Шимановская умерла 25 июля 1831 года в возрасте 41 года в Петербурге от холеры. Похоронена на Митрофаниевском кладбище.
Мария Шимановская оставила глубокий след в культуре многих стран. Гёте отзывался о Шимановской как о «пленительной богине музыки», а Мицкевич называл её «королевой звуков».

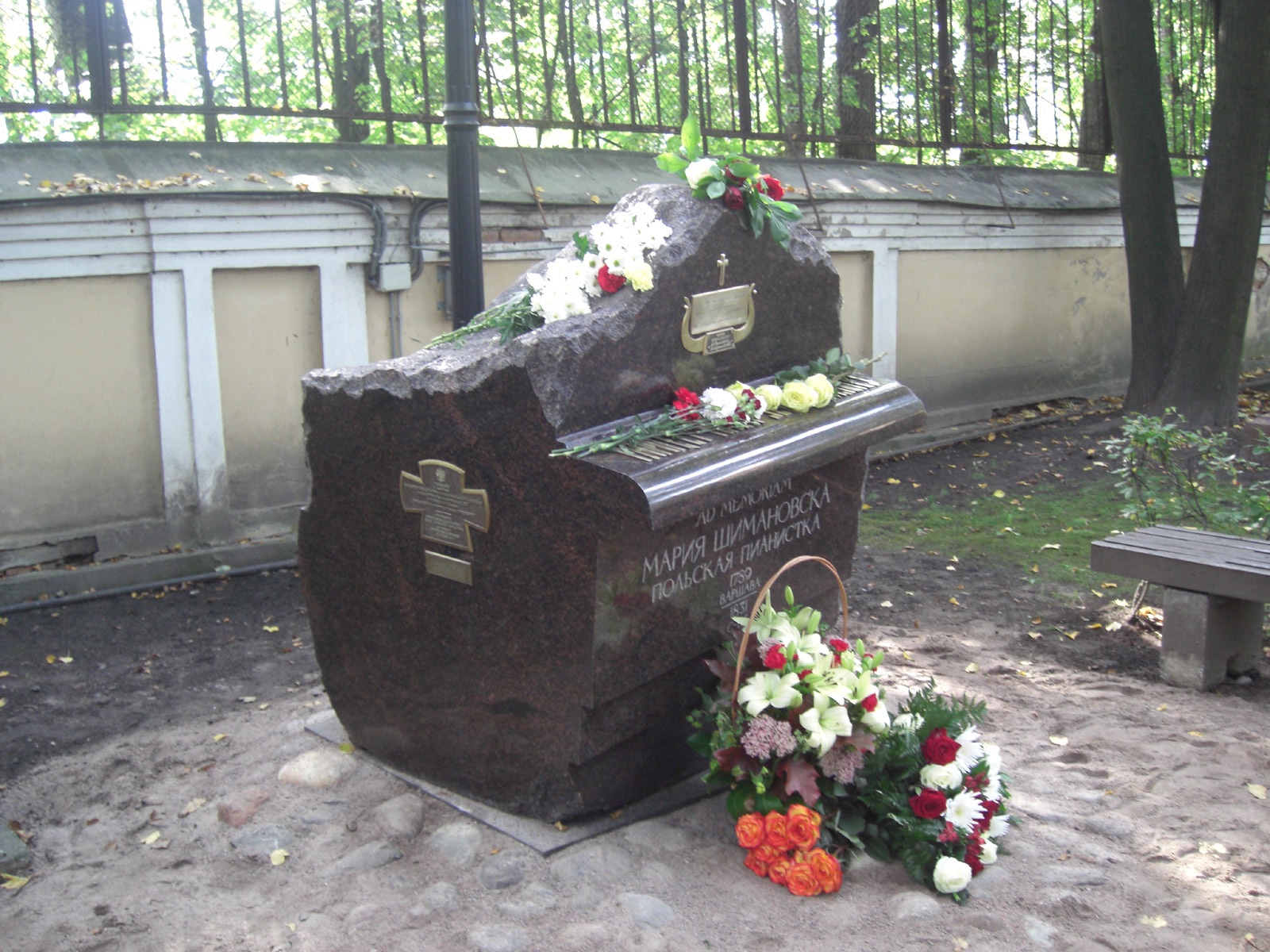
Памятный знак Марии Шимановской

25 сентября 2010 года на Тихвинском кладбище Александро-Невской Лавры в Санкт-Петербурге был открыт кенотаф Марии Шимановской, выполненный по проекту архитектора Вячеслава Бухаева.